# Castelo Castle Cary

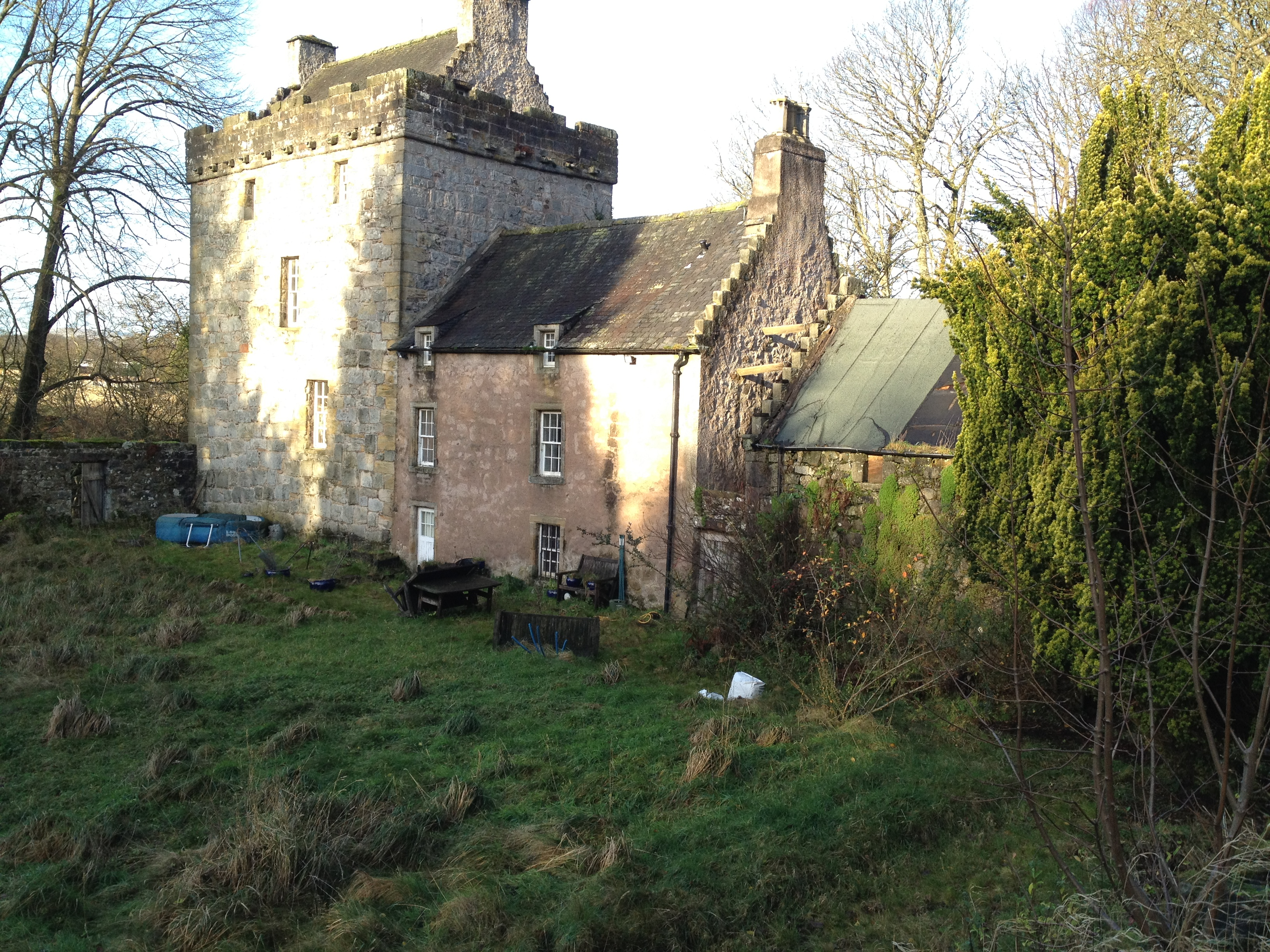
Foto do pequeno Castelo Castle Cary, localizado em Stirlingshire, Escócia.

O Castelo Castle Cary (em língua inglesa Castle Cary Castle) é um castelo localizado em Stirlingshire, Escócia.
O castelo foi protegido na categoria "A" do "listed building", em 25 de outubro de 1972.